# Dioscorea triandria
Dioscorea triandria är en enhjärtbladig växtart som beskrevs av Sessé och José Mariano Mociño. Dioscorea triandria ingår i släktet Dioscorea och familjen Dioscoreaceae. Inga underarter finns listade i Catalogue of Life.